# رادوتیتسه
رادوتیتسه (به چکی: Radotice) یک منطقهٔ مسکونی در جمهوری چک است که در منطقه تربیچ واقع شده‌است. رادوتیتسه ۴٫۸۱ کیلومتر مربع مساحت و ۱۳۱ نفر جمعیت دارد و ۴۲۴ متر بالاتر از سطح دریا واقع شده‌است.